# 1267

## Родени
- ? – Джото, италиански художник